# Minlaton
Minlaton är en ort i Australien. Den ligger i kommunen Yorke Peninsula och delstaten South Australia, omkring 93 kilometer väster om delstatshuvudstaden Adelaide. Antalet invånare är 771.
Runt Minlaton är det mycket glesbefolkat, med 2 invånare per kvadratkilometer.. Minlaton är det största samhället i trakten.
Trakten runt Minlaton består till största delen av jordbruksmark. Genomsnittlig årsnederbörd är 583 millimeter. Den regnigaste månaden är juni, med i genomsnitt 111 mm nederbörd, och den torraste är januari, med 12 mm nederbörd.